# Menzel Bouzelfa (délégation)
Menzel Bouzelfa est une délégation tunisienne dépendant du gouvernorat de Nabeul.
| Hommes | Classe d’âge | Femmes |
| ------ | ------------ | ------ |
| 771    | 75 ou +      | 953    |
| 2 801  | 60-74 ans    | 2 750  |
| 3 701  | 45-59 ans    | 3 870  |
| 4 212  | 30-44 ans    | 4 228  |
| 4 095  | 15-29 ans    | 3 868  |
| 4 446  | 0-14 ans     | 4 144  |